# Hautot-sur-Seine
Hautot-sur-Seine is een gemeente in het Franse departement Seine-Maritime (regio Normandië) en telt 408 inwoners (2014). De plaats maakt deel uit van het arrondissement Rouen.

## Geografie
De oppervlakte van Hautot-sur-Seine bedraagt 2,16 km², de bevolkingsdichtheid is 189 inwoners per km². De plaats ligt aan de Seine.
De onderstaande kaart toont de ligging van Hautot-sur-Seine met de belangrijkste infrastructuur en aangrenzende gemeenten.

## Demografie
Onderstaande figuur toont het verloop van het inwonertal (bron: INSEE-tellingen).